# Vargnatt
Vargnatt (‚Wolfsnacht‘) ist das einzige Demo der norwegischen Band Ulver. Es stammt aus dem Jahr 1993.

## Entstehung
Vargnatt wurde laut Beiheft vom 15. bis 17. Oktober 1993 in einem norwegischen „Trollwald“ aufgenommen; produziert wurde das Demo von der Band selbst, Huldra wirkte als Toningenieur mit. Bei den Aufnahmen half Robin Malmberg von Mysticum als Bassist aus. Der Titel Ulverytternes Kamp wurde für die Split-Single Ulverytternes Kamp/Mourning mit seiner Band wiederverwertet.
Wild Rags veröffentlichte ein Bootleg von Vargnatt mit einem Bild von Shagrath von Dimmu Borgir, der sich selbst bepinkelt. Kris R. beschwerte sich über diese Veröffentlichung:

“That’s a really bad thing. I could kill those guys. Shagrath was a short-time member in Ulver in ’94, and putting those kinds of comments in our mouths is so low. I don’t like the music of Dimmu Borgir, but the guys are ok. It’s a compliment to make bootlegs, but not this way, thank you.”

„Das ist eine wirklich schlechte Sache. Ich könnte diese Leute umbringen. Shagrath war 1994 kurzzeitig Mitglied bei Ulver, und uns diese Art Kommentare in den Mund zu legen ist ziemlich armselig. Ich mag die Musik von Dimmu Borgir nicht, aber die Leute sind in Ordnung. Es ist ein Kompliment, Bootlegs zu machen, aber nicht auf diese Art, danke.“

Außerdem ist das Demo, zusammen mit Proberaumaufnahmen, auf dem Bootleg Ondes Triumph enthalten. Eine 10″-Wiederveröffentlichung erschien 2003 über Infinite Vinyl Series (eine Abteilung von The End Records). Im Jahr 2009 veröffentlichte Kyrck Productions aus Griechenland das Demo auf CD; es erschien sowohl als reguläre CD als auch jeweils in braunem und weißem Leder (Leatherbook-Edition). Im Beiheft dieser CD-Version wurden die Musikernamen der Originalversion ersetzt; Carl-Michael Eide wird nicht mehr C. Michael, sondern Czral genannt, Kristoffer Rygg Garm statt Kris R. und Robin Malmberg nicht mehr mit seinem Vornamen, sondern mit dem Pseudonym Mean Malmberg. H. Jørgensen wird Haavard genannt; bei A. Reza fiel die Initiale weg. Nur bei Grellmund blieb der Name unverändert. Vargnatt war auch Teil von Trolsk Sortmetall 1993–1997, einem 2014 von Century Media aufgelegten Boxset.

## Titelliste
1. Her Begynner Mine Arr… – 3:12 (Text: J. H. Sværen; Musik: C. Michael)
2. Tragediens Trone – 4:01 (Text: J. H. Sværen; Musik: Ulver)
3. Trollskogen – 4:31 (Text: Kris R.; Musik: H. Jørgensen)
4. Ulverytternes Kamp – 5:40 (Text: Kris R.; Musik: Ulver)
5. Nattens Madrigal – 6:28 (Text: Kris R.; Musik: Ulver)
6. Vargnatt – 4:15 (Text: J. H. Sværen; Musik: C. Michael)

## Musikstil und Texte
Vargnatt verbindet rohen Metal mit akustischen Passagen. Das Demo unterscheidet sich zwar stilistisch von Ulvers späteren Veröffentlichungen, deutet aber durch einige Stilelemente und eine gewisse Eigenständigkeit die weitere Entwicklung auf den ersten drei Studioalben an. Ryggs Gesang ist variabel und reicht von Flüstern über Falsetto bis zum Knurren. Neben folk-beeinflussten akustischen Gitarren werden meist typische Black-Metal-Riffs verwendet. Eides Schlagzeugspiel ist abwechslungsreich und pendelt zwischen ruhigen, komplexen Rhythmen und schnellen Blastbeats.
Die Liedtexte stammen von Kristoffer Rygg und vom späteren Bandmitglied Jørn H. Sværen. Sie sind auf Norwegisch verfasst und wurden – bis auf den zum Titelstück Vargnatt – nicht abgedruckt.

## Rezeption
Metalion, Herausgeber des Fanzines Slayer und Inhaber des Labels Head Not Found, war von dem Demo so angetan, dass er Ulver einen Vertrag und 5000 NOK für die Aufnahme eines Albums anbot. Trickster F. von den ProgArchives sei zwar ein großer Ulver-Fan, kritisiert das Demo jedoch heftig. Die Produktion sei schrecklich, die Gitarren spielen inkohärenten Lärm und Ryggs Gesang sei peinlich. Er bereue die Anschaffung, könne sich jedoch vorstellen, dass Vargnatt Fans eines rohen Black Metal gefällt. Auf aversionline.com wird der Gesang teilweise auch kritisiert, das Songwriting und die Atmosphäre jedoch gelobt. aVoid von avantgarde-metal.com bezeichnet das Demo als eine von Ulvers innovativsten Aufnahmen.